# Old Aberdeen

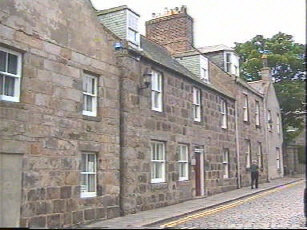
Maisons d'Aberdeen City.

Old Aberdeen est un quartier d'Aberdeen, la troisième ville d'Écosse qui compte plus de 190 000 habitants.
Old Aberdeen est un quartier calme et agréablement fleuri, qui abrite notamment la cathédrale St-Machar (XVe siècle) reconnue pour ses boiseries de charpente. On y trouve aussi l'université d’Aberdeen, le jardin botanique Cruickshank (en) et le Brig o’ Balgownie (célèbre pont datant de la fin du XIIIe ou du début du XIVe siècle).
Les murs des maisons sont pour la plupart construits en granite gris clair extrait des carrières régionales. C'est le cas de la Maison du Prévôt Ross qui abrite actuellement le Maritime Museum.